# Соколова, Екатерина Дмитриевна
Екатерина Дмитриевна Соколова (в девичестве — Черняева; 17 июля 1920, Привольнянское, Новобугский район, Николаевская область — 6 сентября 2000, Холмогоры, Архангельская область) — телятница племенного молочного совхоза «Холмогорский» Министерства совхозов СССР, Холмогорский район Архангельской области. Герой Социалистического Труда (03.10.1951).

## Биография
В 30-е годы вместе с семьёй маленькая Катя Черняева была выслана на Север. Чуть позже воспитывалась в детском доме в селе Матигоры Холмогорского района Архангельской области.
С 1936 года вела свою трудовую деятельность в племенном молочном совхозе «Холмогорский» Министерства совхозов СССР, Холмогорский район Архангельской области. Работала телятницей.
В 1950 году достигла высоких производственных показателей в животноводстве по приросту поголовья скота.
За высокие показатели в сельскохозяйственной работе была удостоена звания Герой Социалистического Труда и награждена Орденом Ленина.
С 1955 года и до выхода на пенсию трудилась бригадиром по выращиванию племенного поголовья скота.
В 1999 году удостоена звания Почётный гражданин Холмогорского района Архангельской области.
Последние годы жизни проживала в селе Холмогоры. Умерла 6 сентября 2000 года, похоронена на сельском кладбище.

## Награды
Имеет следующие награды:
- Герой Социалистического Труда (03.10.1951)
- Орден Ленина (1950)
- Орден Ленина (1951)
- Орден Трудового Красного Знамени (29.09.1949)

Является Почётным гражданином Холмогорского района Архангельской области (с 1999 года).